# Advanced Distributed Learning
ADL (Advanced Distributed Learning) es una iniciativa del Departamento de Defensa (DoD) de los Estados Unidos para implementar y desarrollar herramientas y tecnologías de aprendizaje.
Fue creada con el auspicio de la Oficina del Subsecretario de Defensa para Personal y Preparación (Office of the Under Secretary of Defense for Personnel and Readiness. OUSD P&R) para potenciar el uso de las tecnologías de la información para modernizar el aprendizaje estructurado.
La ADL fue la impulsora del estándar de e-learning internacional SCORM y actualmente promociona el desarrollo de Tin Can API.